# Lijst van zombiefilms

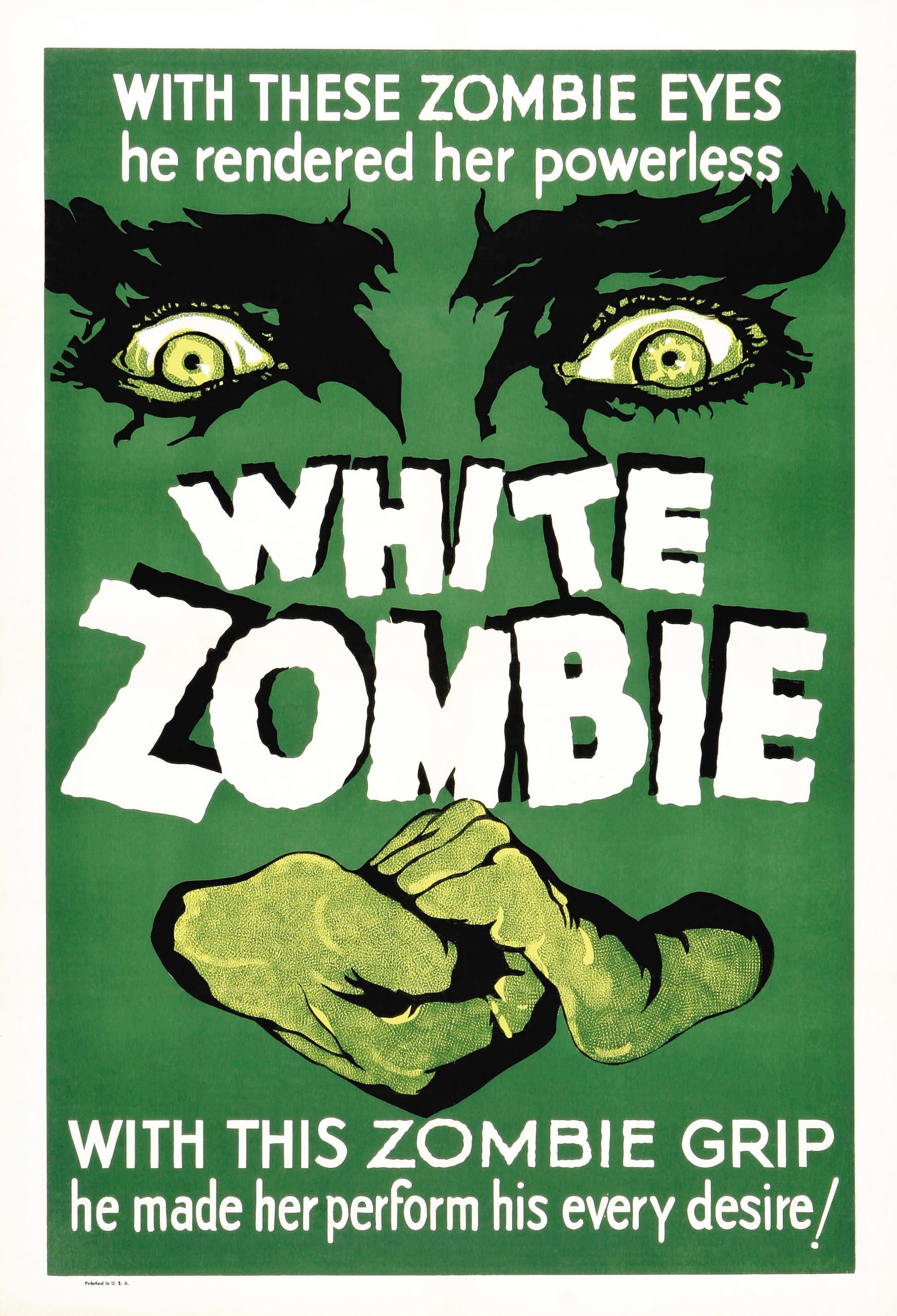
White Zombie (1932)

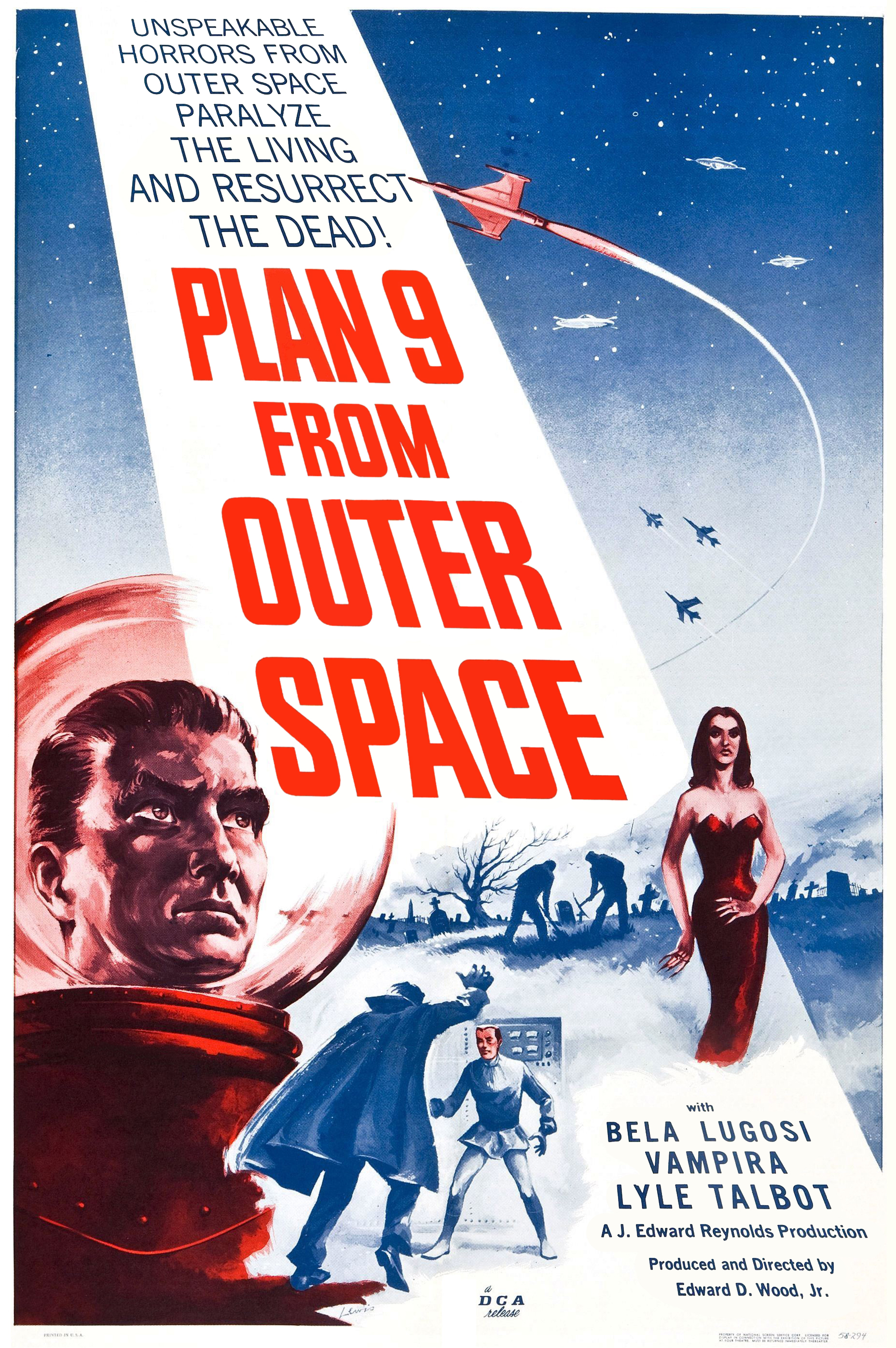
Plan 9 from Outer Space (1959)

Dit is een chronologische lijst van zombiefilms.

## Inhoudsopgave
- 1940–1949
- 1950–1959
- 1960–1969
- 1970–1979
- 1980–1989
- 1990–1999
- 2000–2009
- 2010–heden

## Lijst
| Titel                                                                              | Jaar | Regisseur                                         |
| ---------------------------------------------------------------------------------- | ---- | ------------------------------------------------- |
| White Zombie                                                                       | 1932 | Victor Halperin                                   |
| Ouanga                                                                             | 1936 | George Terwilliger                                |
| Revolt of the Zombies                                                              | 1936 | Victor Halperin                                   |
| The Ghost Breakers                                                                 | 1940 | George Marshall                                   |
| King of the Zombies                                                                | 1941 | Jean Yarbrough                                    |
| Spooks Run Wild                                                                    | 1941 | Phil Rosen                                        |
| Bowery at Midnight                                                                 | 1942 | Wallace Fox                                       |
| Dead Men Walk                                                                      | 1943 | Sam Newfield                                      |
| Revenge of the Zombies                                                             | 1943 | Steve Sekely                                      |
| I Walked with a Zombie                                                             | 1943 | Jacques Tourneur                                  |
| Voodoo Man                                                                         | 1944 | William Beaudine                                  |
| Zombies on Broadway                                                                | 1945 | Gordon Douglas                                    |
| Voodoo Island                                                                      | 1957 | Reginald Le Borg                                  |
| Voodoo Woman                                                                       | 1957 | Edward L. Cahn                                    |
| Womaneater                                                                         | 1957 | Charles Saunders                                  |
| Zombies of Mora Tau                                                                | 1957 | Edward L. Cahn                                    |
| I Bury the Living                                                                  | 1958 | Albert Band                                       |
| Teenage Zombies                                                                    | 1958 | Jerry Warren                                      |
| Zombies of the Stratosphere                                                        | 1958 | Fred C. Brannon                                   |
| Invisible Invaders                                                                 | 1959 | Edward L. Cahn                                    |
| Night of the Ghouls                                                                | 1959 | Edward D. Wood jr.                                |
| Plan 9 from Outer Space                                                            | 1959 | Edward D. Wood jr.                                |
| Blood of the Zombie (alternatieve titel: The Dead One)                             | 1961 | Barry Mahon                                       |
| Carnival of Souls                                                                  | 1962 | Herk Harvey                                       |
| Invasion of the Zombies                                                            | 1962 | Benito Alazraki                                   |
| I Eat Your Skin                                                                    | 1964 | Del Tenney                                        |
| The Incredibly Strange Creatures Who Stopped Living and Became Mixed-Up Zombies!!? | 1964 | Ray Dennis Steckler                               |
| The Last Man on Earth                                                              | 1964 | Ubaldo Ragona                                     |
| Dr. Terrors House of Horrors                                                       | 1965 | Freddie Francis                                   |
| Cinque Tombe per un Medium                                                         | 1966 | Massimo Pupillo                                   |
| The Plague of the Zombies                                                          | 1966 | John Gilling                                      |
| Mad Monster Party                                                                  | 1967 | Jules Bass                                        |
| Castle of the Walking Dead                                                         | 1967 | Harald Reinl                                      |
| Night of the Living Dead                                                           | 1968 | George A. Romero                                  |
| Mad Doctor of Blood Island                                                         | 1968 | Gerardo de Leon en Eddie Romero                   |
| The Astro-Zombies                                                                  | 1968 | Ted V. Mikels                                     |
| The Omega Man                                                                      | 1971 | Boris Sagal                                       |
| Tombs of the Blind Dead                                                            | 1971 | Amando de Ossorio                                 |
| Virgin Among the Living Dead                                                       | 1971 | Jesús Franco                                      |
| Children Shouldn't Play with Dead Things                                           | 1972 | Bob Clark                                         |
| Dead of Night                                                                      | 1972 | Bob Clark                                         |
| Garden of the Dead                                                                 | 1972 | John Hayes                                        |
| The Torture Chamber of Baron Blood                                                 | 1972 | Mario Bava                                        |
| Horror Rises from the Tomb                                                         | 1973 | Carlos Aured                                      |
| Return of the Blind Dead                                                           | 1973 | Amando de Ossorio                                 |
| Dead of Night                                                                      | 1974 | Bob Clark                                         |
| Let Sleeping Corpses Lie                                                           | 1974 | Jorge Grau                                        |
| The Ghost Galleon                                                                  | 1974 | Amando de Ossorio                                 |
| Sugar Hill                                                                         | 1974 | Paul Maslansky                                    |
| Night of the Seagulls                                                              | 1975 | Amando de Ossorio                                 |
| Shock Waves                                                                        | 1975 | Ken Wiederhorn                                    |
| The Child                                                                          | 1977 | Robert Voskanian                                  |
| Dawn of the Dead                                                                   | 1978 | George A. Romero                                  |
| The Grapes of Death                                                                | 1978 | Jean Rollin                                       |
| Phantasm                                                                           | 1979 | Don Coscarelli                                    |
| Zombi 2                                                                            | 1979 | Lucio Fulci                                       |
| Alien Dead                                                                         | 1980 | Fred Olen Ray                                     |
| City of the Living Dead                                                            | 1980 | Lucio Fulci                                       |
| The Beyond                                                                         | 1980 | Lucio Fulci                                       |
| The Fog                                                                            | 1980 | John Carpenter                                    |
| Zombi Holocaust                                                                    | 1980 | Marino Girolami                                   |
| The Children                                                                       | 1980 | Max Kalmanowicz                                   |
| Erotic Nights of the Living Dead                                                   | 1980 | Joe D'Amato                                       |
| Burial Ground                                                                      | 1981 | Andrea Bianchi                                    |
| Night of the Zombies                                                               | 1981 | Joel M. Reed                                      |
| The Evil Dead                                                                      | 1981 | Sam Raimi                                         |
| The House by the Cemetery                                                          | 1981 | Lucio Fulci                                       |
| Heavy Metal                                                                        | 1981 | Gerald Potterton                                  |
| Zombie Lake                                                                        | 1981 | Jean Rollin                                       |
| The Aftermath                                                                      | 1982 | Steve Barkett                                     |
| Morbus                                                                             | 1982 | Ignasi P. Ferré                                   |
| Mansion of the Living Dead                                                         | 1982 | Jesús Franco                                      |
| I Was a Zombie for the F.B.I.                                                      | 1982 | Marius Penczner                                   |
| The Living Dead Girl                                                               | 1982 | Jean Rollin                                       |
| Oasis of the Zombies                                                               | 1982 | Jesús Franco                                      |
| Thriller (videoclip)                                                               | 1983 | John Landis                                       |
| Zeder                                                                              | 1983 | Pupi Avati                                        |
| Hard Rock Zombies                                                                  | 1984 | Krishna Shah                                      |
| Night of the Comet                                                                 | 1984 | Thom E. Eberhardt                                 |
| Night Shadows                                                                      | 1984 | John Cardos                                       |
| Zombie Island Massacre                                                             | 1984 | John N. Carter                                    |
| Day of the Dead                                                                    | 1985 | George A. Romero                                  |
| Demons                                                                             | 1985 | Lamberto Bava                                     |
| Lifeforce                                                                          | 1985 | Tobe Hooper                                       |
| Re-Animator                                                                        | 1985 | Stuart Gordon                                     |
| The Return of the Living Dead                                                      | 1985 | Dan O'Bannon                                      |
| The Stuff                                                                          | 1985 | Larry Cohen                                       |
| Demons 2: The Nightmare Returns                                                    | 1986 | Lamberto Bava                                     |
| House                                                                              | 1986 | Steve Miner                                       |
| Night of the Creeps                                                                | 1986 | Fred Dekker                                       |
| Raiders of the Living Dead                                                         | 1986 | Samuel M. Sherman                                 |
| Zombie Nightmare                                                                   | 1987 | Jack Bravman                                      |
| Evil Dead II                                                                       | 1987 | Sam Raimi                                         |
| I Was a Teenage Zombie                                                             | 1987 | John Elias Michalakis                             |
| Prince of Darkness                                                                 | 1987 | John Carpenter                                    |
| Redneck Zombies                                                                    | 1987 | Pericles Lewnes                                   |
| The Video Dead                                                                     | 1987 | Robert Scott                                      |
| Zombie High                                                                        | 1987 | Ron Link                                          |
| The Serpent and the Rainbow                                                        | 1988 | Wes Craven                                        |
| The Dead Next Door                                                                 | 1988 | J.R. Bookwalter                                   |
| Return of the Living Dead Part II                                                  | 1988 | Ken Wiederhorn                                    |
| Phantasm II                                                                        | 1988 | Don Coscarelli                                    |
| Waxwork                                                                            | 1988 | Anthony Hickox                                    |
| Zombi III                                                                          | 1988 | Lucio Fulci                                       |
| Zombie 4: After Death                                                              | 1988 | Claudio Fragasso                                  |
| C.H.U.D. II: Bud the C.H.U.D.                                                      | 1989 | David Irving                                      |
| Chopper Chicks in Zombie Town                                                      | 1989 | Dan Hoskins                                       |
| Evil Altar                                                                         | 1989 | James Winburn                                     |
| Pet Sematary                                                                       | 1989 | Mary Lambert                                      |
| Puppetmaster                                                                       | 1989 | David Schmoeller                                  |
| Bride of Re-Animator                                                               | 1990 | Brian Yuzna                                       |
| Frankenhooker                                                                      | 1990 | Frank Henenlotter                                 |
| Night of the Living Dead                                                           | 1990 | Tom Savini                                        |
| Voodoo Dawn                                                                        | 1990 | Steven Fierberg                                   |
| The Boneyard                                                                       | 1991 | James Cummins                                     |
| Puppet Master II                                                                   | 1991 | David Allen                                       |
| Puppet Master III: Toulon's Revenge                                                | 1991 | Guy Rolfe Richard Lynch                           |
| Braindead                                                                          | 1992 | Peter Jackson                                     |
| Pet Sematary II                                                                    | 1992 | Mary Lambert                                      |
| Urban Scumbags vs. Countryside Zombies                                             | 1992 | Patrick Hollmann en Sebastian Panneck             |
| Waxwork II: Lost in Time                                                           | 1992 | Anthony Hickox                                    |
| Army of Darkness                                                                   | 1993 | Sam Raimi                                         |
| The Killing Box                                                                    | 1993 | George Hickenlooper                               |
| My Boyfriend's Back                                                                | 1993 | Bob Balaban                                       |
| Return of the Living Dead 3                                                        | 1993 | Brian Yuzna                                       |
| Space Zombie Bingo                                                                 | 1993 | George Ormrod                                     |
| Zombie Genocide                                                                    | 1993 | Andrew Harrison, Khris Carville en Darryl Sloan   |
| Cemetery Man                                                                       | 1994 | Michele Soavi                                     |
| Phantasm III: Lord of the Dead                                                     | 1994 | Don Coscarelli                                    |
| Shatter Dead                                                                       | 1994 | Scooter McCrae                                    |
| Legion of the Night                                                                | 1995 | Matt Jaissle                                      |
| Zombi 1                                                                            | 1995 | Richard Raaphorst                                 |
| Bio Zombie                                                                         | 1998 | Wilson Yip                                        |
| The Cabin                                                                          | 1998 | Paul Klein                                        |
| Phantasm IV: Oblivion                                                              | 1998 | Don Coscarelli                                    |
| Scooby-Doo on Zombie Island                                                        | 1998 | Hiroshi Aoyama, Kazumi Fukushima en Jim Stenstrum |
| Hot Wax Zombies on Wheels                                                          | 1999 | Michael Roush                                     |
| Idle Hands                                                                         | 1999 | Rodman Flender                                    |
| Zombie Doom                                                                        | 1999 | Andreas Schnaas                                   |
| Junk the Movie                                                                     | 2000 | Atsushi Muroga                                    |
| The Dead Hate the Living                                                           | 2000 | Dave Parker                                       |
| Versus                                                                             | 2000 | Ryûhei Kitamura                                   |
| Wild Zero                                                                          | 2000 | Tetsuro Takeuchi                                  |
| Biker Zombies                                                                      | 2001 | Todd Brunswick                                    |
| Children of the Living Dead                                                        | 2001 | Tor Ramsey                                        |
| Plaga Zombie: Zona Mutante                                                         | 2001 | Pablo Parés en Hernán Sáez                        |
| Route 666                                                                          | 2001 | William Wesley                                    |
| Stacy                                                                              | 2001 | Naoyuki Tomomatsu                                 |
| 28 Days Later                                                                      | 2002 | Danny Boyle                                       |
| Necropolis Awakened                                                                | 2002 | Garrett White                                     |
| Resident Evil                                                                      | 2002 | Paul W.S. Anderson                                |
| Battlefield Baseball                                                               | 2003 | Yudai Yamaguchi                                   |
| Beyond Re-Animator                                                                 | 2003 | Brian Yuzna                                       |
| Corpses Are Forever                                                                | 2003 | Jose Prendes                                      |
| Dead Clowns                                                                        | 2003 | Steve Sessions                                    |
| Exhumed                                                                            | 2003 | Brian Clement                                     |
| House of the Dead                                                                  | 2003 | Uwe Boll                                          |
| I'll See You in My Dreams                                                          | 2003 | Miguel Ángel Vivas                                |
| Undead                                                                             | 2003 | Michael Spierig en Peter Spierig                  |
| Zombiegeddon                                                                       | 2003 | Chris Watson                                      |
| Dawn of the Dead                                                                   | 2004 | Zack Snyder                                       |
| Dead & Breakfast                                                                   | 2004 | Matthew Leutwyler                                 |
| Dead Meat                                                                          | 2004 | Conor McMahon                                     |
| Choking Hazard                                                                     | 2004 | Marek Dobes                                       |
| Hide and Creep                                                                     | 2004 | Chuck Hartsell en Chance Shirley                  |
| Night of the Living Dorks                                                          | 2004 | Mathias Dinter                                    |
| Resident Evil: Apocalypse                                                          | 2004 | Alexander Witt                                    |
| Vampires vs. Zombies                                                               | 2004 | Vince D'Amato                                     |
| Shaolin vs. Evil Dead                                                              | 2004 | Douglas Kung                                      |
| Shaun of the Dead                                                                  | 2004 | Edgar Wright                                      |
| SARS Wars                                                                          | 2004 | Taweewat Wantha                                   |
| They Came Back                                                                     | 2004 | Robin Campillo                                    |
| I, Zombie                                                                          | 2004 | Andrew Parkinson                                  |
| Zombie Planet                                                                      | 2004 | George Bonilla                                    |
| Zombie Honeymoon                                                                   | 2004 | David Gebroe                                      |
| All Souls Day                                                                      | 2005 | Jeremy Kasten                                     |
| Bubba's Chili Parlor                                                               | 2005 | Joey Evans                                        |
| Day of the Dead 2: Contagium                                                       | 2005 | Ana Clavell en James Glenn Dudelson               |
| Dead Men Walking                                                                   | 2005 | Peter Mervis                                      |
| Evil                                                                               | 2005 | Yorgos Noussias                                   |
| Hood of the Living Dead                                                            | 2005 | Eduardo Quiroz en Jose Quiroz                     |
| House of the Dead 2                                                                | 2005 | Michael Hurst                                     |
| Land of the Dead                                                                   | 2005 | George A. Romero                                  |
| Boy Eats Girl                                                                      | 2005 | Stephen Bradley                                   |
| Return of the Living Dead 4: Necropolis                                            | 2005 | Ellory Elkayem                                    |
| Return of the Living Dead 5: Rave to the Grave                                     | 2005 | Ellory Elkayem                                    |
| The Stink of Flesh                                                                 | 2005 | Scott Phillips                                    |
| Swamp Zombies                                                                      | 2005 | Len Kabasinski                                    |
| Fido                                                                               | 2006 | Andrew Currie                                     |
| Mortuary                                                                           | 2006 | Tobe Hooper                                       |
| Night of the Living Dead 3-D                                                       | 2006 | Jeff Broadstreet                                  |
| Slither                                                                            | 2006 | James Gunn                                        |
| The Plague                                                                         | 2006 | Hal Masonberg                                     |
| The Quick and the Undead                                                           | 2006 | Gerald Nott                                       |
| Wicked Little Things                                                               | 2006 | J.S. Cardone                                      |
| The Zombie Diaries                                                                 | 2006 | Michael G. Bartlett                               |
| 28 Weeks Later                                                                     | 2007 | Juan Carlos Fresnadillo                           |
| Diary of the Dead                                                                  | 2007 | George A. Romero                                  |
| I Am Legend                                                                        | 2007 | Francis Lawrence                                  |
| Outpost                                                                            | 2007 | Steve Barker                                      |
| Planet Terror                                                                      | 2007 | Robert Rodriguez                                  |
| REC                                                                                | 2007 | Jaume Balagueró en Paco Plaza                     |
| Resident Evil: Extinction                                                          | 2007 | Russell Mulcahy                                   |
| Zombie Town                                                                        | 2007 | Damon Lemay                                       |
| Flight of the Living Dead: Outbreak on a Plane                                     | 2007 | Scott Thomas                                      |
| Day of the Dead                                                                    | 2008 | Steve Miner                                       |
| Risen                                                                              | 2008 | Damon Crump                                       |
| Sexykiller, morirás por ella (Sexy Killer: You'll Die for Her)                     | 2008 | Miguel Martí                                      |
| Zombie Strippers                                                                   | 2008 | Jay Lee                                           |
| Dance of the Dead                                                                  | 2008 | Gregg Bishop                                      |
| Survival of the Dead                                                               | 2009 | George A. Romero                                  |
| Quarantine                                                                         | 2009 | John Erick Dowdle                                 |
| [REC]²                                                                             | 2009 | Jaume Balagueró en Paco Plaza                     |
| Zombieland                                                                         | 2009 | Ruben Fleischer                                   |
| Død snø (ook bekend als Dead Snow)                                                 | 2009 | Tommy Wirkola                                     |
| Doghouse                                                                           | 2009 | Jake West                                         |
| Zone of the Dead                                                                   | 2009 | Milan Konjevic                                    |
| L.A. Zombie                                                                        | 2010 | Bruce LaBruce                                     |
| Big Tits Zombie                                                                    | 2010 | Takao Nakano                                      |
| Resident Evil: Afterlife                                                           | 2010 | Paul W.S. Anderson                                |
| The Crazies                                                                        | 2010 | Breck Eisner                                      |
| Stake Land                                                                         | 2010 | Jim Mickle                                        |
| Zombie Apocalypse                                                                  | 2011 | Nick Lyon                                         |
| Quarantine 2                                                                       | 2011 | John Pogue                                        |
| New Kids - Nitro                                                                   | 2011 | Steffen Haars                                     |
| Exit Humanity                                                                      | 2011 | John Geddes                                       |
| War of the Dead                                                                    | 2011 | Marko Makilaakso                                  |
| Zombie Ass: Toilet of the Dead                                                     | 2011 | Noboru Iguchi                                     |
| Zombibi                                                                            | 2012 | Martijn Smits en Erwin van den Eshof              |
| ParaNorman                                                                         | 2012 | Chris Butler en Sam Fell                          |
| Rise of the Zombies                                                                | 2012 | Nick Lyon                                         |
| Resident Evil: Retribution                                                         | 2012 | Paul W.S. Anderson                                |
| The Battery                                                                        | 2012 | Jeremy Gardner                                    |
| Evil Dead (2013)                                                                   | 2013 | Fede Alvarez                                      |
| Go Goa Gone                                                                        | 2013 | Raj Nidimoru en Krishna D.K.                      |
| Miss Zombie                                                                        | 2013 | SABU                                              |
| The Returned                                                                       | 2013 | Manuel Carballo                                   |
| Warm Bodies                                                                        | 2013 | Jonathan Levine                                   |
| World War Z                                                                        | 2013 | Marc Forster                                      |
| ZombeX                                                                             | 2013 | Jesse Dayton                                      |
| Zombie Massacre                                                                    | 2013 | Luca Boni                                         |
| Dead Snow 2: Red vs. Dead                                                          | 2014 | Tommy Wirkola                                     |
| Wyrmwood                                                                           | 2014 | Kiah Roache-Turner                                |
| I Am a Hero                                                                        | 2015 | Shinsuke Sato                                     |
| Maggie                                                                             | 2015 | Henry Hobson                                      |
| Navy Seals vs Zombies                                                              | 2015 | Stanton Barrett                                   |
| Gok-seong                                                                          | 2016 | Hong-jin Na                                       |
| Train to Busan                                                                     | 2016 | Yeon Sang-ho                                      |
| Anna and the Apocalypse                                                            | 2017 | John McPhail                                      |
| Cargo                                                                              | 2017 | Ben Howling en Yolanda Ramke                      |
| One Cut of the Dead                                                                | 2017 | Shin'ichirô Ueda                                  |
| Day of the Dead: Bloodline                                                         | 2018 | Hernández Vicens Hèctor                           |
| Blood Quantum                                                                      | 2019 | Jeff Barnaby                                      |
| The Dead Don't Die                                                                 | 2019 | Jim Jarmusch                                      |
| Pet Sematary (remake)                                                              | 2019 | Kevin Kölsch en Dennis Widmyer                    |
| Zombieland: Double Tap                                                             | 2019 | Ruben Fleischer                                   |
| Zombies 2                                                                          | 2020 | Paul Hoen                                         |
| Army of the Dead                                                                   | 2021 | Zack Snyder                                       |
| Wyrmwood: Apocalypse                                                               | 2021 | Kiah Roache-Turner                                |
| Coupez!                                                                            | 2022 | Michel Hazanavicius                               |
| Evil Dead Rise                                                                     | 2023 | Lee Cronin                                        |
| Pet Sematary: Bloodlines                                                           | 2023 | Lindsey Anderson Beer                             |